# Meester van de Bijbel van Lübeck

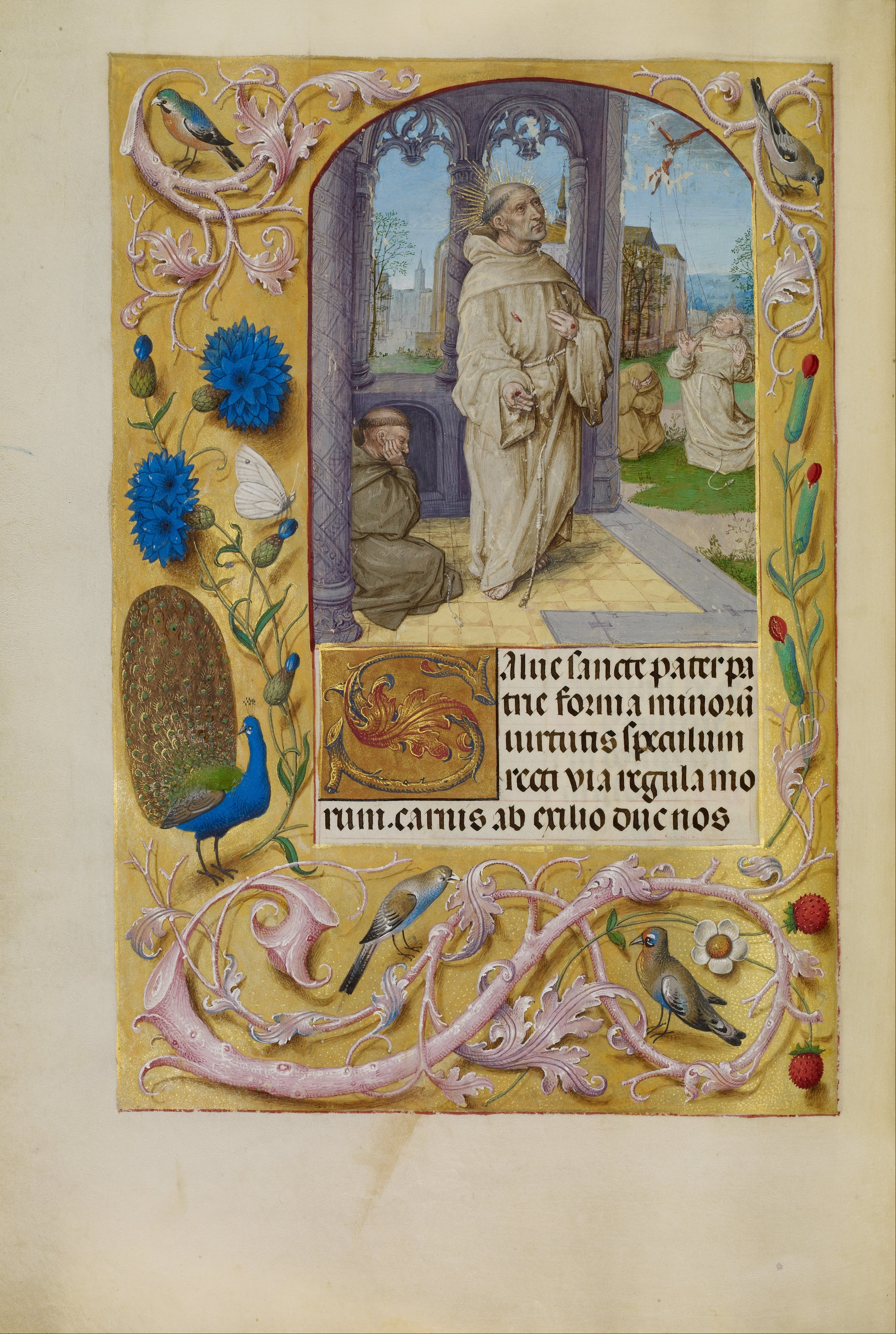
Franciscus ontvangt de stigmata, Meester van de Lübeck Bijbel Getty Museum, Los Angeles

De Meester van de Lübeck Bijbel (ca. 1485  - ca. 1520) was een Vlaamse miniaturist en ontwerper van houtsneden die zijn noodnaam kreeg naar een deel van de houtsneden in de Middelnederduitse Lübeck Bijbel die in november 1494 door Steffen Arndes in Lübeck werd gedrukt. De houtsneden in de Lübeck Bijbel worden toegeschreven aan twee kunstenaars, de A-Meester en de B-meester. De A-meester die we nu kennen als Meester van de Lübeck Bijbel, was verantwoordelijk voor 47 houtsneden in de Bijbel  (4-39,41,42,44-55) en zou actief aan dit project gewerkt hebben tussen 1489 en 1492.

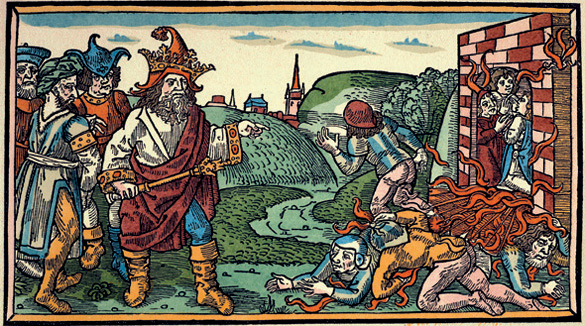
De drie jongelingen in de vuuroven (Daniel 3:57-88), Lübeck Bijbel

Naast zijn bijdrage aan de Lübeck Bijbel zou hij ook houtsneden ontworpen hebben voor een Dodendans (Des dodes dantz) van het Mohkopf-atelier (1489) die ook in Lübeck werd gedrukt en voor een incunabel met de werken van Terentius die in 1493 in Lyon werd gedrukt door Johan Trechsel.
Hij was waarschijnlijk afkomstig uit Vlaanderen. Aanvankelijk was hij alleen gekend voor zijn houtsneden, maar zijn typische excentrieke stijl leidde ertoe dat men hem ook ging associëren met een aantal miniaturen. In beide media wordt zijn werk gekarakteriseerd door energieke composities vol beweging en dramatiek. Zijn figuren zijn dikwijls getekend in vreemde verwrongen houdingen en de gezichten van zijn figuren zijn zeer typerend. Zijn stijl leunt zeer dicht aan bij die van de Meester van Jacobus IV van Schotland. Ze gebruiken hetzelfde type van krachtig gemodelleerde figuren en beiden leggen de nadruk op actie en beweging. Het kleurenpalet van de Jacobus meester is dan weer helderder in vergelijking met de meer matte kleuren van de Lübeck meester. Van deze laatste zijn de tekeningen minder afgewerkt, schetsmatiger.

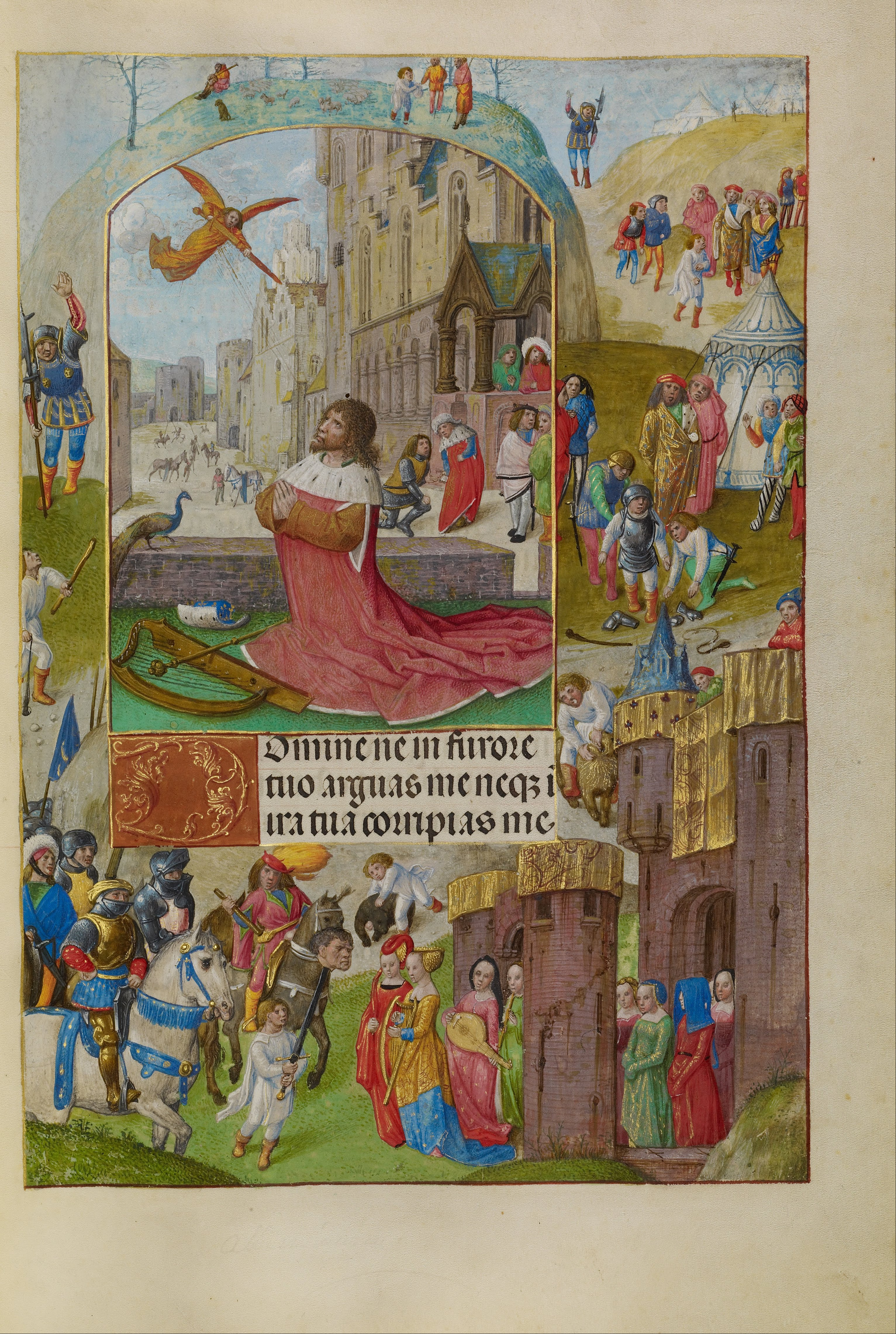
Spinola getijden - David in gebed, Meester van de Lübeck Bijbel, Getty Museum, Los Angeles

De analogie tussen zijn houtsneden en een miniatuur in het Kupferstichkabinett in Berlijn (cat. no. 113) werd voor het eerst onderzocht door Fedja Anzelewsky. Deze miniatuur maakt deel uit van een set van twaalf gelijkaardige miniaturen die in de omgeving van Gent-Brugge werden vervaardigd tussen 1500 en 1510. De miniaturen hebben allen hetzelfde formaat en zeven ervan zijn onderverdeeld in vier kwadranten met een aparte heilige of tafereel uit het leven van een heilige in elk kwadrant. Ze raakten verspreid over verscheidene musea. Slechts twee ervan zouden van de hand van de meester zelf zijn namelijk dat met de scènes uit het leven van Maria in Berlijn en de zogenoemde Marley-cutting Sp. 3 in het Fitwilliam Museum, de andere worden toegewezen aan medewerkers.
Daarna werd het oeuvre van de meester door Bodo Brinkman uitgebreid tot de andere elf exemplaren van de reeks waaruit de Berlijnse miniatuur afkomstig was, enkele miniaturen uit de Spinola getijden en enkele miniaturen in een handschrift uit het Fitzwilliam Museum in Cambridge (Ms. 1085-1975). Maar het eerste en belangrijkste (bekende) werk van de meester is het Carondelet Breviarium van 1489, bewaard in de Staatsbibliothek zu Berlin met signatuur Ms. theol. lat. fol. 285. Dit werk bevat ook het grootste aantal miniaturen die van de meester bekend zijn. Aan de verluchting van dit handschrift werkte hij samen met de Meester van Jacobus IV van Schotland. 

## Weblinks
- (en) Master of the Lübeck bible, The J. Paul Getty Museum.
- (en) Miniaturen in het Fitzwilliam Museum
  - Fitzwilliam 1[dode link]
  - Fitzwilliam 2[dode link]
  - Fitzwilliam 3[dode link]
  - Fitzwilliam 4[dode link]